# Клавдия Квинта
Клавдия Квинта (на латински: Claudia Quinta) е легендарна висша аристократка от Древен Рим.

## Биография
Вероятно е дъщеря на Публий Клавдий Пулхер (консул 249 пр.н.е.) и сестра на Апий Клавдий Пулхер (консул 212 пр.н.е.).
През 204 пр.н.е. корабът, който пренася свещения камък на Кибела (също наричана и Голямата майка, Magna Mater) от Пергамон в Рим, засяда в Тибър. Тогава Клавдия Квинта моли Богинята да ѝ даде сили да освободи кораба и така да докаже, че е обвинявана погрешно в неморалност, вероятно в брачна изневяра. Тя успява след молитвите си съвсем сама да тегли след себе си кораба, което е доказателство, че е невинна.
Клавдия Квинта е обект на литературата и изкуството.

- Клавдия Квинта, от Ламберт Ломбард 
(16 век)
- Легендата за Клавдия Квинта на римски олтар (1 век)
- Легендата за Клавдия Квинта